# ボイラー技士
ボイラー技士（ボイラーぎし）とは、労働安全衛生法に基づく日本の国家資格（労働安全衛生法による免許証）の一つで、各級のボイラー技士免許試験に合格し、免許を交付された者をいう。空調・温水ボイラーの操作、点検を業務とする。二級技士で全てのボイラー取扱いができるが、作業主任者は、各級の技士が必要になり労働基準監督署に各種申請を届ける必要がある。
その他に、ボイラー整備士とボイラー溶接士がある。

## 概要
労働安全衛生法（昭和47年法律第57号）第61条では、事業者は、政令で定める一定の業務については、都道府県労働局長の当該業務に係る免許を受けた者又は都道府県労働局長の登録を受けた者が行う当該業務に係る技能講習を修了した者その他厚生労働省令で定める資格を有する者でなければ、当該業務に就かせてはならないとしている。
そして、就業制限に係る業務の一つとして労働安全衛生法施行令（昭和47年政令第318号）は「ボイラー（小型ボイラーを除く）の取扱いの業務」について就業制限を設けており（労働安全衛生法施行令第20条第3号）、当該業務については労働安全衛生施行規則（昭和47年労働省令第32号）により特級ボイラー技士免許、一級ボイラー技士免許又は二級ボイラー技士免許を受けた者でなければ、当該業務に就かせてはならないとしている（労働安全衛生施行規則別表第三）。なお、労働安全衛生法施行令第20条第5号で定められた小規模ボイラーの取扱いについては、ボイラー技士のほかボイラー取扱技能講習を修了した者についても取扱いが認められている（労働安全衛生施行規則別表第三）。
ボイラー技士は病院、学校、工場、ビル、機関車、銭湯、地域熱供給などの様々な場所で、資格の必要なボイラーを取り扱い、点検、安全管理を行う技術者である。近年、ボイラー技士資格の必要の無いボイラー及び多様な熱源設備が普及してきている。そのため多くの現場や企業では、ボイラー技士の資格を事実上、知識や技能を証明する検定試験的な捉え方をする場合が多くなっている。熱源を用いる現場においては、法的に資格が不要な設備であっても、免許所持者を求める傾向は根強いものがある。
例えば病院などの施設では消毒のため高温の蒸気を発生させて滅菌する場合などボイラーから燃焼蒸気を送り込む必要があるため、
運転調整などするのがボイラー技士の職務となる。建物全体の暖房や温水などの他、ボイラーから電力供給をしている場合も２級技士の取扱者が必要となる。また船舶においては、海技士（機関）などがその職務を担っている。
なお、正式表記については、上記のように「○級」は前置され、また、表示環境が縦書きか横書きかにかかわらず「○」の部分は算用数字でなく漢数字を用いる。

### 区分
級の区分にかかわらず、全てのボイラーを取り扱うことができる。ただし、取扱者を統括する立場の作業主任者に選任されるには、次の区分に応じた級の免許が必要となる（ボイラー技士の資格について書かれている書籍や雑誌等の中には、級によって取り扱える範囲や区分が異なるような記載がなされているものもあるがそれは間違い）。
- 特級ボイラー技士 - 全ての規模のボイラー取扱作業主任者となることができる。
- 一級ボイラー技士 - 伝熱面積の合計が500m2未満（貫流ボイラーのみを取り扱う場合において、その伝熱面積の合計が五百平方メートル以上のときを含む。）のボイラー取扱作業主任者となることができる。
- 二級ボイラー技士 - 伝熱面積の合計が25m2未満のボイラー取扱作業主任者となることができる。

| 資格                     | ボイラーの区分                   | ボイラーの区分                   | ボイラーの区分                   | ボイラーの区分                   | ボイラーの区分                   | ボイラーの区分                   | ボイラーの区分 | ボイラーの区分 | ボイラーの区分 | ボイラーの区分 |
| 資格                     | 伝熱面積（右記設備を超えるもの） | 伝熱面積（右記設備を超えるもの） | 伝熱面積（右記設備を超えるもの） | 伝熱面積（右記設備を超えるもの） | 伝熱面積（右記設備を超えるもの） | 伝熱面積（右記設備を超えるもの） | 小規模         | 小規模         | 小型           | 簡易           |
| ------------------------ | -------------------------------- | -------------------------------- | -------------------------------- | -------------------------------- | -------------------------------- | -------------------------------- | -------------- | -------------- | -------------- | -------------- |
| 資格                     | 500m²以上                        | 500m²以上                        | 25m²以上 500m²未満               | 25m²以上 500m²未満               | 25m²未満                         | 25m²未満                         | 小規模         | 小規模         | 小型           | 簡易           |
| 資格                     | 作業 主任者                      | 取扱                             | 作業 主任者                      | 取扱                             | 作業 主任者                      | 取扱                             | 作業 主任者    | 取扱           | 取扱           | 取扱           |
| 特級ボイラー技士         | ○                                | ○                                | ○                                | ○                                | ○                                | ○                                | ○              | ○              | ○              | 資格不要       |
| 一級ボイラー技士         | ×                                | ○                                | ○                                | ○                                | ○                                | ○                                | ○              | ○              | ○              | 資格不要       |
| 二級ボイラー技士         | ×                                | ○                                | ×                                | ○                                | ○                                | ○                                | ○              | ○              | ○              | 資格不要       |
| ボイラー取扱技能講習修了 | ×                                | ×                                | ×                                | ×                                | ×                                | ×                                | ○              | ○              | ○              | 資格不要       |
| ボイラー取扱特別教育修了 | ×                                | ×                                | ×                                | ×                                | ×                                | ×                                | ×              | ×              | ○              | 資格不要       |

注）ボイラー及び圧力容器安全規則第24条第2項による伝熱面積の合計とは、 
- 一 　貫流ボイラーについては、その伝熱面積に十分の一を乗じて得た値を当該貫流ボイラーの伝熱面積とすること。
- 二 　廃熱ボイラーについては、その伝熱面積に二分の一を乗じて得た値を当該廃熱ボイラーの伝熱面積とすること。
- 三 　令第二十条第五号 イからニまでに掲げるボイラーについては、その伝熱面積を算入しないこと。
- 四 　ボイラーに圧力、温度、水位又は燃焼の状態に係る異常があつた場合に当該ボイラーを安全に停止させることができる機能その他の機能を有する自動制御装置であつて厚生労働大臣の定めるものを備えたボイラーについては、当該ボイラー（当該ボイラーのうち、最大の伝熱面積を有するボイラーを除く。）の伝熱面積を算入しないことができること。

### 他資格の受験資格等との関係
職業訓練指導員 (ボイラー科) 
特級ボイラー技士は指導員免許試験の受験資格及び学科の一部と実技の科目免除、一級ボイラー技士は同試験の受験資格（科目免除無し）。
社会保険労務士
特級ボイラー技士試験合格者は受験資格。
第一種圧力容器取扱作業主任者
ボイラー技士は選任資格。
建築物環境衛生管理技術者
特級ボイラー技士は免許取得後1年以上、一級ボイラー技士は同4年以上の特定建築物での実務経験により、登録講習会の受講資格。

## 免許交付要件

### 各級における免許交付要件
免許を受けることができる者は、試験合格のほかに実務経験（または、ボイラー及び圧力容器安全規則に規定する学歴、実地修習等）が必要になっている。
- 特級
  - 特級ボイラー技士免許試験に合格し、以下のいずれかに該当する者
    - 一級ボイラー技士免許を受けた後、5年以上の取り扱いを経験した者
    - 一級ボイラー技士免許を受けた後、3年以上のボイラー取扱作業主任者を経験した者
    - 大学、高等専門学校、高等学校又は中等教育学校においてボイラーに関する学科を修め卒業した者で、その後2年以上の実地修習を経た者
    - エネルギーの使用の合理化に関する法律第9条第1項のエネルギー管理士（熱）免状を有する者で、2年以上の実地修習を経た者
    - 海技士（機関1、2級）免許を受けた者
    - ボイラー・タービン主任技術者（1種又は2種）免状を有する者で、伝熱面積の合計が500m2以上のボイラーを取り扱った経験がある者

- 一級
  - 一級ボイラー技士免許試験に合格し、以下のいずれかに該当する者
    - 二級ボイラー技士試験免許を受けた後、2年以上の取り扱いを経験した者
    - 二級ボイラー技士試験免許を受けた後、1年以上ボイラー取扱作業主任者を経験した者
    - 大学、高等専門学校、高等学校又は中等教育学校においてボイラーに関する学科を修め卒業した者で、その後1年以上の実地修習を経た者
    - エネルギーの使用の合理化に関する法律第9条第1項のエネルギー管理士（熱）免状を有する者で、1年以上の実地修習を経た者
    - 海技士（機関1、2、3級）免許を受けた者
    - ボイラー・タービン主任技術者（1種又は2種）免状を有する者で、伝熱面積の合計が25m2以上のボイラーを取り扱った経験がある者
    - 鉱山保安法施行規則附則第2条の規定による廃止前の保安技術職員国家試験規則による汽かん係員試験に合格した者で、伝熱面積の合計が25m2以上のボイラーを取り扱った経験がある者

- 二級
  - 二級ボイラー技士免許試験に合格し、以下のいずれかに該当する満18歳以上の者
    - 大学、高等専門学校、高等学校又は中等教育学校においてボイラーに関する学科を修め卒業した者で、その後3月以上の実地修習を経た者
    - ボイラーの取扱いについて6月以上の実地修習を経た者
    - ボイラー取扱技能講習を修了した者で、その後4月以上小規模ボイラーを取り扱った経験があるもの
    - エネルギーの使用の合理化に関する法律第9条第1項のエネルギー管理士（熱）免状を有する者で、1年以上の実地修習を経た者
    - 海技士（機関1、2、3級）免許を受けた者
    - ボイラー・タービン主任技術者（1種又は2種）免状を有する者で、伝熱面積の合計が25m2以上のボイラーを取り扱った経験がある者
    - ボイラー実技講習を修了した者（後述）
    - 海技士（機関4、5級）免許を受けた者で、伝熱面積の合計が25m2以上のボイラーを取り扱った経験があるもの
    - 鉱山保安法施行規則附則第2条の規定による廃止前の保安技術職員国家試験規則による汽かん係員試験に合格した者で、伝熱面積の合計が25m2以上のボイラーを取り扱った経験がある者
    - 鉱山において、伝熱面積の合計が25m2以上のボイラーを取り扱った経験があるもの（ただし、ゲージ圧力が0.4MPa以上の蒸気ボイラー又は温水ボイラーに限る。）

  - ボイラー運転に関する規定の普通職業訓練を修了した者

### ボイラー実技講習

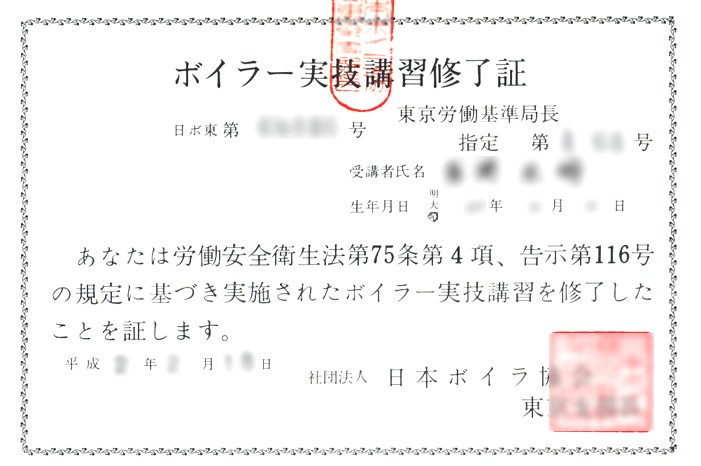
ボイラー実技講習修了証

ボイラー取扱いの実地修習・実務経験を有しない者等が二級ボイラー技士免許の交付を受ける場合に、その前提として必要となる法定講習。都道府県労働局長登録講習機関が定期的に開催している。時間数は20時間。日程は3日間。ボイラー取扱技能講習とは異なり、この講習を受けただけでは小規模ボイラーや小型ボイラーを扱うことはできない。あくまでも二級ボイラー技士免許の交付要件を満たすための講習である。ボイラー実技講習は二級ボイラー技士免許の交付においてボイラー取扱いの実地修習・実務経験を有しない者等を対象とするもので、2012年（平成24年）3月31日までは受験資格要件の一つとして定められていたものであるが、法改正により、2012年（平成24年）4月1日以降は免許交付要件の一つに改められている。

#### 登録講習機関
- 一般社団法人日本ボイラ協会（全34支部-青森・秋田・岩手・山形・山梨・滋賀・奈良・鳥取・島根・高知・佐賀・長崎・宮崎各県以外の各都道府県に所在）
- 公益社団法人ボイラ・クレーン安全協会（全18事務所のうち函館、秋田の各事務所）
- 一般社団法人青森地区労働基準協会
- 一般社団法人弘前地区労働基準協会
- 一般社団法人八戸地方労働基準協会
- 一般社団法人下北地区労働基準協会
- 一般社団法人山形県労働基準協会連合会
- 一般社団法人高知県労働基準協会連合会
- 公益社団法人宮崎労働基準協会（宮崎県内全4支部）

北海道労働局は2団体、青森労働局は4団体、山梨労働局及び奈良労働局はなし、その他の都府県労働局はそれぞれ1団体のみ登録。うち日本ボイラ協会福島支部は福島労働局長及び岩手労働局長の、京滋支部（京都府）は京都労働局長及び滋賀労働局長の、同岡山支部は岡山労働局長及び鳥取労働局長の、同広島支部は広島労働局長及び島根労働局長の、同福岡支部は福岡・佐賀・長崎各労働局長の登録を受け、それぞれ2 - 3の府県で講習を実施している。

#### 講習科目
1. 点火（1時間）
2. 燃焼の調整（7時間）
3. 附属設備及び附属品の取扱い（6時間）
4. 水処理及び吹出し（1時間）
5. 点検及び異常時の処理（5時間）

※上記は法令上の順序であって、実際の講義順序は講習地ごと、あるいは講師の都合等により変動する。
※上記の科目は座学が主体であるが、おおむね最終日（3日目）に4時間程度実施されるボイラー設備の見学、装置操作の疑似体験等も含まれる。
※筆記試験等は課されない。

## 免許試験
- 厚生労働大臣指定試験機関の公益財団法人安全衛生技術試験協会が、全国7か所の安全衛生技術センターにおいて、特級は年1回、一級は2か月に1回位、二級は1か月に1 - 2回実施。そのほか、各都道府県年1回程度の出張特別試験や、一般向けではないが高等学校や矯正施設でも実施している。

### 受験資格
- 特級
  - 一級ボイラー技士免許を受けた者
  - 大学又は高等専門学校においてボイラーに関する講座又は学科目を修め卒業した者で、その後2年以上の実地修習を経たもの
  - エネルギーの使用の合理化に関する法律第51条第1項のエネルギー管理士（熱）免状を有する者で、2年以上の実地修習を経たもの
  - 海技士（機関1、2級）免許を受けた者
  - ボイラー・タービン主任技術者（1種又は2種）免状を有する者で、伝熱面積の合計が500m2以上のボイラーを取り扱った経験があるもの
- 一級
  - 二級ボイラー技士免許を受けた者
  - 大学、高等専門学校、高等学校又は中等教育学校においてボイラーに関する学科を修め卒業した者で、その後1年以上の実地修習を経たもの
  - エネルギーの使用の合理化に関する法律第51条第1項のエネルギー管理士（熱）免状を有する者で、1年以上の実地修習を経たもの
  - 海技士（機関1、2、3級）免許を受けた者
  - ボイラー・タービン主任技術者（1種又は2種）免状を有する者で、伝熱面積の合計が25m2以上のボイラーを取り扱った経験があるもの
  - 鉱山保安法施行規則附則第2条の規定による廃止前の保安技術職員国家試験規則による汽かん係員試験に合格した者で、伝熱面積の合計が25m2以上のボイラーを取り扱った経験があるもの
- 二級
  - 規定なし。誰でも受験できる。2012年（平成24年）3月31日まで二級ボイラー技士の受験資格要件として定められていたものは、法改正により、2012年（平成24年）4月1日以降は先述の免許交付要件に改められている[1]。

### 試験科目
1. ボイラーの構造に関する知識（100点）
2. ボイラーの取扱いに関する知識（100点）
3. 燃料及び燃焼に関する知識（100点）
4. 関係法令（100点）

試験科目と配点は全級共通。問題数は特級のみ1科目6問（全24問）、一級と二級は1科目10問（全40問）。合格基準は、受験科目全体で6割以上かつ各科目4割以上を正解すること。

### 近年の試験実施状況
| 実施年度 | 受験者数 | 合格者数 | 合格率 |
| -------- | -------- | -------- | ------ |
| 2001年度 | 653人    | 213人    | 32.6%  |
| 2002年度 | 593人    | 181人    | 30.5%  |
| 2003年度 | 607人    | 137人    | 22.6%  |
| 2004年度 | 638人    | 213人    | 33.4%  |
| 2005年度 | 722人    | 58人     | 8.0%   |
| 2006年度 | 764人    | 166人    | 21.7%  |
| 2007年度 | 768人    | 252人    | 32.8%  |
| 2008年度 | 691人    | 218人    | 31.5%  |
| 2009年度 | 648人    | 126人    | 19.4%  |
| 2010年度 | 662人    | 98人     | 14.8%  |
| 2011年度 | 628人    | 177人    | 28.2%  |
| 2012年度 | 616人    | 193人    | 31.3%  |
| 2013年度 | 635人    | 148人    | 23.3%  |
| 2014年度 | 651人    | 256人    | 39.3%  |
| 2015年度 | 574人    | 137人    | 23.9%  |
| 2016年度 | 580人    | 110人    | 19.0%  |
| 2017年度 | 553人    | 191人    | 34.5%  |
| 2018年度 | 474人    | 122人    | 25.7%  |
| 2019度度 | 498人    | 151人    | 30.3%  |
| 2020年度 | 430人    | 125人    | 29.1%  |
| 2021年度 | 466人    | 98人     | 21.0%  |
| 2022年度 | 466人    | 112人    | 24.0%  |
| 2023年度 | 444人    | 97人     | 21.8%  |
| 2024年度 | 414人    | 122人    | 29.5%  |

| 実施年度 | 受験者数 | 合格者数 | 合格率 |
| -------- | -------- | -------- | ------ |
| 2001年度 | 7,515人  | 3,372人  | 44.9%  |
| 2002年度 | 7,359人  | 3,459人  | 47.0%  |
| 2003年度 | 7,836人  | 3,069人  | 39.2%  |
| 2004年度 | 9,732人  | 4,103人  | 42.2%  |
| 2005年度 | 10,691人 | 4,995人  | 46.7%  |
| 2006年度 | 9,861人  | 4,137人  | 42.0%  |
| 2007年度 | 9,395人  | 4,053人  | 43.1%  |
| 2008年度 | 9,302人  | 3,902人  | 41.9%  |
| 2009年度 | 8,802人  | 4,111人  | 46.7%  |
| 2010年度 | 8,511人  | 4,534人  | 53.3%  |
| 2011年度 | 7,843人  | 4,414人  | 56.3%  |
| 2012年度 | 7,633人  | 4,315人  | 56.5%  |
| 2013年度 | 7,342人  | 4,038人  | 55.0%  |
| 2014年度 | 6,669人  | 3,876人  | 58.1%  |
| 2015年度 | 6,094人  | 3,534人  | 58.0%  |
| 2016年度 | 5,911人  | 3,588人  | 60.7%  |
| 2017年度 | 5,714人  | 3,395人  | 59.4%  |
| 2018年度 | 5,071人  | 2,952人  | 58.2%  |
| 2019度度 | 4,932人  | 2,588人  | 52.5%  |
| 2020年度 | 3,100人  | 1,577人  | 50.9%  |
| 2021年度 | 4,325人  | 2,098人  | 48.5%  |
| 2022年度 | 4,514人  | 2,032人  | 45.0%  |
| 2023年度 | 4,535人  | 2,248人  | 49.6%  |
| 2024年度 | 4,340人  | 1,900人  | 43.8%  |

| 実施年度 | 受験者数 | 合格者数 | 合格率 |
| -------- | -------- | -------- | ------ |
| 2001年度 | 41,125人 | 21,449人 | 52.2%  |
| 2002年度 | 41,037人 | 23,577人 | 57.5%  |
| 2003年度 | 42,216人 | 21,877人 | 51.8%  |
| 2004年度 | 39,935人 | 18,449人 | 46.2%  |
| 2005年度 | 37,346人 | 17,877人 | 47.9%  |
| 2006年度 | 35,097人 | 17,652人 | 50.3%  |
| 2007年度 | 33,974人 | 17,368人 | 51.1%  |
| 2008年度 | 34,163人 | 17,522人 | 51.3%  |
| 2009年度 | 36,694人 | 19,349人 | 52.7%  |
| 2010年度 | 35,258人 | 18,028人 | 51.1%  |
| 2011年度 | 33,438人 | 16,433人 | 49.1%  |
| 2012年度 | 34,538人 | 18,533人 | 53.7%  |
| 2013年度 | 32,634人 | 18,927人 | 58.0%  |
| 2014年度 | 29,965人 | 17,056人 | 56.9%  |
| 2015年度 | 28,060人 | 16,935人 | 60.4%  |
| 2016年度 | 27,211人 | 15,919人 | 58.5%  |
| 2017年度 | 27,393人 | 15,609人 | 57.0%  |
| 2018年度 | 25,601人 | 14,297人 | 55.8%  |
| 2019度度 | 25,192人 | 12,803人 | 50.8%  |
| 2020年度 | 16,989人 | 9,400人  | 58.4%  |
| 2021年度 | 24,260人 | 12,953人 | 53.4%  |
| 2022年度 | 23,978人 | 12,227人 | 51.0%  |
| 2023年度 | 22,178人 | 12,137人 | 54.7%  |
| 2024年度 | 21,226人 | 11,428人 | 53.8%  |